# 高知縣選舉區
高知縣選舉區，是日本国会参议院中在過去代表高知縣的选区，目前在参议院已經和德岛县合併成新選區。

## 選出議員
| 選舉屆數         | 奇数屆                    | 偶数屆                  |
| ---------------- | ------------------------- | ----------------------- |
| 第1屆（1947年）  | 西山龜七 （日本自由党）   | 入交太藏 （民主党）     |
| 第2屆（1950年）  | 西山龜七 （日本自由党）   | 入交太藏 （自由党）     |
| 第3屆（1953年）  | 寺尾豐 （自由党）         | 入交太藏 （自由党）     |
| 第4屆（1956年）  | 寺尾豐 （自由党）         | 坂本昭 （日本社会党）   |
| 第5屆（1959年）  | 寺尾豐 （自由民主党）     | 坂本昭 （日本社会党）   |
| 第6屆（1962年）  | 寺尾豐 （自由民主党）     | 鹽見俊二 （自由民主党） |
| 第7屆（1965年）  | 寺尾豐 （自由民主党）     | 鹽見俊二 （自由民主党） |
| 第8屆（1968年）  | 寺尾豐 （自由民主党）     | 鹽見俊二 （自由民主党） |
| 第9屆（1971年）  | 濱田幸雄 （自由民主党）   | 鹽見俊二 （自由民主党） |
| 第9補（1974年）  | 林迶 （自由民主党）       | 鹽見俊二 （自由民主党） |
| 第10屆（1974年） | 林迶 （自由民主党）       | 鹽見俊二 （自由民主党） |
| 第11屆（1977年） | 林迶 （自由民主党）       | 鹽見俊二 （自由民主党） |
| 第12屆（1980年） | 林迶 （自由民主党）       | 谷川寬三 （自由民主党） |
| 第13屆（1983年） | 林迶 （自由民主党）       | 谷川寬三 （自由民主党） |
| 第14屆（1986年） | 林迶 （自由民主党）       | 谷川寬三 （自由民主党） |
| 第15屆（1989年） | 西岡瑠璃子 （日本社会党） | 谷川寬三 （自由民主党） |
| 第16屆（1992年） | 西岡瑠璃子 （日本社会党） | 平野貞夫 （無黨籍）     |
| 第17屆（1995年） | 田村公平 （無黨籍）       | 平野貞夫 （無黨籍）     |
| 第18屆（1998年） | 田村公平 （無黨籍）       | 森下博之 （自由民主党） |
| 第19屆（2001年） | 田村公平 （自由民主党）   | 森下博之 （自由民主党） |
| 第20屆（2004年） | 田村公平 （自由民主党）   | 廣田一 （無黨籍）       |
| 第21屆（2007年） | 武内則男 （民主党）       | 廣田一 （無黨籍）       |
| 第22屆（2010年） | 武内則男 （民主党）       | 廣田一 （民主党）       |
| 第23屆（2013年） | 高野光二郎 （自由民主党） | 廣田一 （民主党）       |

## 選舉結果

### 2013
| 當選 | 名字 | 年齡 | 党派 | 新舊 | 得票數 | 得票率 | 推薦・支持 |
| ---- | ---- | ---- | ---- | ---- | ------ | ------ | ---------- |

### 2010
| 當選 | 名字 | 年齡 | 党派 | 新舊 | 得票數 | 得票率 | 推薦・支持 |
| ---- | ---- | ---- | ---- | ---- | ------ | ------ | ---------- |

## 相關項目
- 徳島縣·高知縣選舉區
- 高知縣第1区
- 高知縣第2区
- 高知縣知事列表